# Джон Маріуччі
Джон Маріуччі (англ. John Mariucci; 8 травня 1916, Евлет — 23 березня 1987) — американський хокеїст, що грав на позиції захисника.

## Ігрова кар'єра
Хокейну кар'єру розпочав 1939 року.
Усю професійну клубну ігрову кар'єру, що тривала 13 років, провів, захищаючи кольори команди «Чикаго Блек Гокс».
Загалом провів 235 матчів у НХЛ, включаючи 12 ігор плей-оф Кубка Стенлі.

## Тренерська кар'єра
З 1952 по 1966 тренував в Міннеаполісі місцеву університетську команду.
У 1956 очолював олімпійську збірну США на зимових Олімпійських іграх в місті Кортіна-д'Ампеццо (Італія) на яких американці здобули срібні нагороди.

## Статистика
| Сезон        | Клуб                      | Ліга         | Регулярний сезон | Регулярний сезон | Регулярний сезон | Регулярний сезон | Регулярний сезон | Плей-оф | Плей-оф | Плей-оф | Плей-оф | Плей-оф |
| Сезон        | Клуб                      | Ліга         | І                | Г                | П                | О                | ШХ               | І       | Г       | П       | О       | ШХ      |
| ------------ | ------------------------- | ------------ | ---------------- | ---------------- | ---------------- | ---------------- | ---------------- | ------- | ------- | ------- | ------- | ------- |
| 1939–40      | Міннесотський університет | ААС          | —                | —                | —                | —                | —                | —       | —       | —       | —       | —       |
| 1940–41      | «Чикаго Блек Гокс»        | НХЛ          | 23               | 0                | 5                | 5                | 33               | 5       | 0       | 2       | 2       | 16      |
| 1940–41      | «Провіденс Редс»          | АХЛ          | 17               | 3                | 3                | 6                | 15               | —       | —       | —       | —       | —       |
| 1941–42      | «Чикаго Блек Гокс»        | НХЛ          | 47               | 5                | 8                | 13               | 44               | 3       | 0       | 0       | 0       | 0       |
| 1942–43      | Coast Guard Clippers      | СХЛ          | 45               | 23               | 23               | 46               | 67               | 12      | 4       | 8       | 12      | 14      |
| 1943–44      | Coast Guard Clippers      | СХЛ          | 34               | 11               | 16               | 27               | 29               | 12      | 3       | 8       | 11      | 18      |
| 1945–46      | «Чикаго Блек Гокс»        | НХЛ          | 50               | 3                | 8                | 11               | 58               | 4       | 0       | 1       | 1       | 10      |
| 1946–47      | «Чикаго Блек Гокс»        | НХЛ          | 52               | 2                | 9                | 11               | 110              | —       | —       | —       | —       | —       |
| 1947–48      | «Чикаго Блек Гокс»        | НХЛ          | 51               | 1                | 4                | 5                | 63               | —       | —       | —       | —       | —       |
| 1948–49      | «Сент-Пол Сейнтс»         | АХЛ          | 68               | 12               | 30               | 42               | 74               | 7       | 0       | 1       | 1       | 12      |
| 1949–50      | «Міннеаполіс Міллерс»     | ХЛСШ         | 67               | 8                | 24               | 32               | 87               | 7       | 0       | 2       | 2       | 23      |
| 1950–51      | «Сент-Пол Сейнтс»         | ХЛСШ         | 59               | 2                | 28               | 30               | 85               | 4       | 0       | 0       | 0       | 0       |
| 1951–52      | «Міннеаполіс Міллерс»     | ААХЛ         | 39               | 18               | 31               | 49               | 45               | —       | —       | —       | —       | —       |
| Усього в НХЛ | Усього в НХЛ              | Усього в НХЛ | 223              | 11               | 34               | 45               | 308              | 12      | 0       | 3       | 3       | 26      |